# Gábor Lajos
Gábor Lajos (Szakmár, 1886. október 7. – Budapest, Kőbánya, 1947. január 25.) festőművész.

## Életútja
Gábor Ferenc és Csóty Erzsébet fiaként született. A Képzőművészeti Főiskolán tanult, ahol mestere Balló Ede volt. 1913-ban mutatta be képeit először a Nemzeti Szalonban. 1914-től a Műcsarnok tárlatain arcképeit állította ki. Festői tevékenysége mellett foglalkozott a Kalocsa vidéki népművészet kutatásával és szervezésével. Megalapította a Kalocsai Népművészeti Házat, igazgatója volt a Városi Múzeumnak is. Halálát vészes vérszegénység okozta. Felesége Rottler Franciska volt.

## Fontosabb műve
- Kalocsa vidéki népművészet és népszokások (Kalocsa, 1938)